# Euchrysops cnejus
Espèce
Euchrysops cnejus est un insecte lépidoptère de la famille des Lycaenidae, de la sous-famille des Polyommatinae, du genre Euchrysops.

## Dénominations
Euchrysops cnejus a été nommé par Johan Christian Fabricius en 1798.

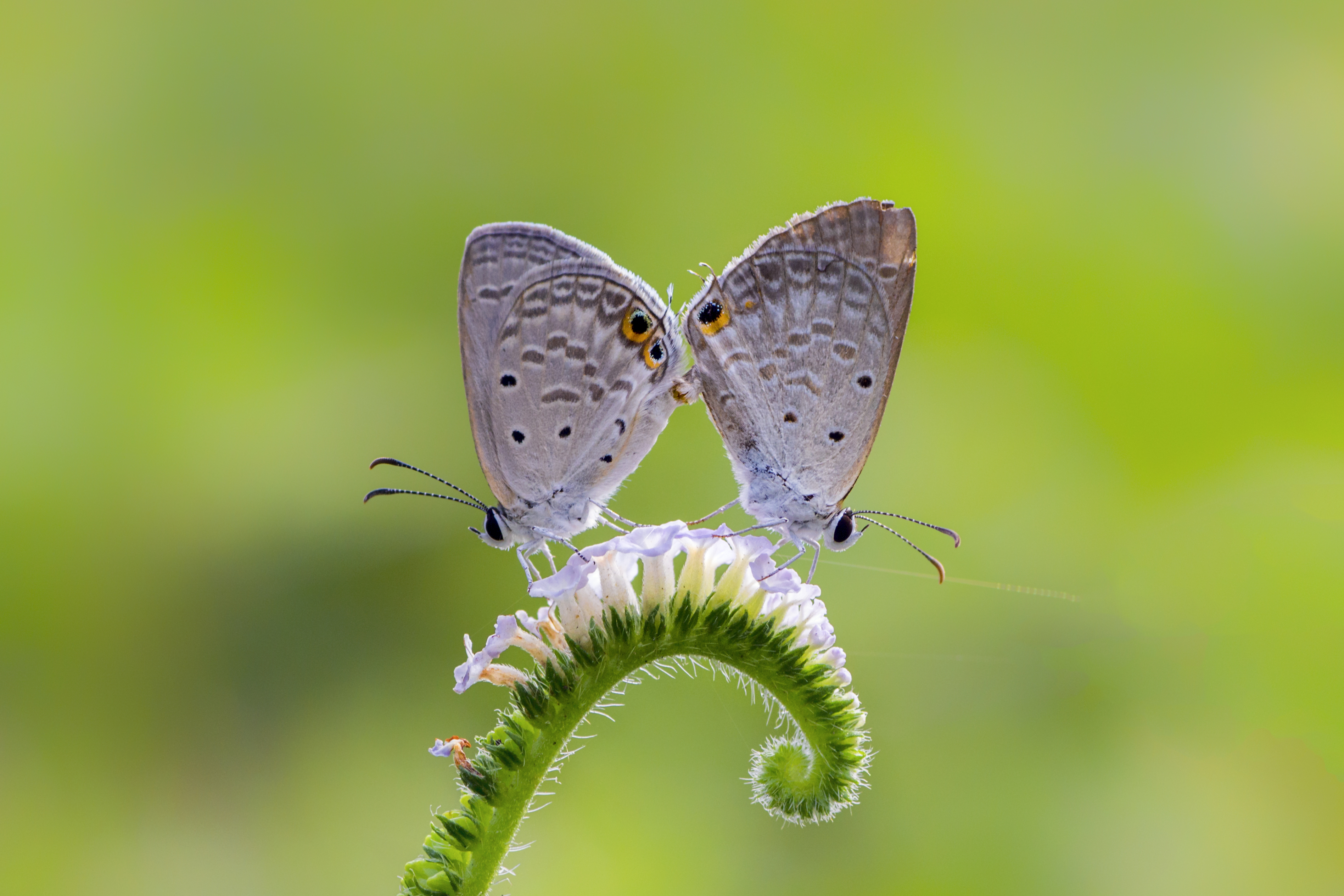
Photo de deux Euchrysops cnejus en train de s'accoupler sur une plante

### Sous-genres
- Euchrysops cnejus cnejus
- Euchrysops cnejus cnidus Waterhouse et Lyell, 1914; présent en Nouvelle-Calédonie et Australie[2].
- Euchrysops cnejus vitiensis (Butler, 1883)[1].

### Noms vernaculaires
Euchrysops cnejusa se nomme en anglais Gram Blue et Euchrysops cnejus cnidus Cupid.

## Description
C'est un petit papillon qui présente un dimorphisme sexuel au dessus des mâles est gris bleu violacé, celui des femelles est marron suffusé de violet. Les ailes postérieures sont marquées d'une queue et de deux ocelles noirs cerclé de jaune orangé en position anale.
Le revers est gris orné de lignes de discrètes points gris et aux ailes postérieures des deux ocelles noirs en position anale.

### Chenille
Sa chenille, de couleur verte est ornée d'une ligne dorsale rouge.

## Biologie

### Plantes hôtes
Ses plantes hôtes sont diverses des Acacia, Cycas, des Phaseolus dont Phaseolus vulgaris, des Sesbania, des Vigna dont Vigna catjang, Vigna luteola, Vigna unguiculata, Vigna vexillata, Asukia minima, Asuki mungo, Butea frondosa, Canavalia maritima, Cylista scariosa, Eugenia dalbergioides, Macroptilium lathyroides.

## Écologie et distribution
Il est présent dans le sud de l'Asie, en Inde, Sri Lanka, Malaisie et en Océanie en Nouvelle-Guinée, aux iles Salomon, aux Fidji, en Nouvelle-Calédonie, dans le nord de l'Australie et aux États fédérés de Micronésie.

### Protection
Pas de statut de protection particulier.